# Monastère de la Transfiguration du Sauveur de Ienisseïsk
Le monastère de la Transfiguration du Sauveur (en russe : Спа́со-Преображе́нский монасты́рь, Spasso-Préobrajenski monastyr) est un monastère orthodoxe russe situé dans la ville sibérienne de Ienisseïsk, dans le kraï de Krasnoïarsk. Fondé en 1642, il est l'un des plus vieux ensemble religieux de Sibérie encore existant. Classé depuis 1974 aux objets patrimoniaux culturels de Russie, il a subi d'importantes rénovations après la fin de la période soviétique.

## Situation
Le monastère se situe sur une colline à un demi-kilomètre du centre ville (historique) de Ienisseïsk. Ienisseïsk est une ville russe de Sibérie, située dans le centre-sud du kraï de Krasnoïarsk, sur la rive gauche du grand fleuve Ienisseï. Il se situe au no 101 de la rue Rabotche-Krestianskaïa.

## Histoire

### DuXVIeau début duXXesiècle
Selon une légende locale, en 1592, un moine du nom de Timofeï Ivanov s'installa sur une haute colline près du site de la ville, en quête de solitude. Cependant, la ville n'a été fondé qu'à l'été 1619 par des cosaques venus de Tobolsk. Peu à peu, une communauté monastique s'est formée autour de lui et, en 1642, le monastère a reçu l'approbation de l'archevêque de Tobolsk Guerassim (ru). Hegumen Varlaam est devenu le premier recteur. 
Pendant l'hiver 1661-1662, l'archiprêtre Avvakoum séjourna au monastère.
Le monastère reçut des terres, sa ferme comprenait des moulins à vent, des salines, et les moines pratiquaient la pêche, mais les revenus du monastère étaient faibles et pendant longtemps tous les bâtiments furent en bois, jusqu'aux années 1730,.
La cathédrale en pierre de la Transfiguration a été fondée en 1731, devenant le premier bâtiment en pierre du monastère, et a été consacrée en 1756. Elle est petite et conçu pour les moines du monastère. Elle est largement formée sous l'influence du baroque sibérien, touts comme les autres bâtiments du monastère qui furent construits dans les années suivantes. Dès 1780, une école théologique est ouverte dans le monastère.
En 1785-1796, l'église-porte de Zacharie et Elisabeth, ainsi qu'une partie de la clôture, furent érigées. En 1823, une école est ouverte dans le prolongement gauche de l'église, où s'installent les étudiants de l'école paroissiale théologique (ouverte en 1820). En 1855-1859, l'église fut agrandie par une galerie avec deux chapelles. En 1869, lorsque Filaret (ru) était l'archimandrite du monastère, le bâtiment fut gravement endommagé par un incendie et restauré dans sa forme originale en 1875. En outre, l'église de l'Intercession à trois autels avec les chapelles du prophète Élie et de Jean-Baptiste a été construite.
Le monastère entretenait une bibliothèque de littérature spirituelle, qui contenait de précieux manuscrits imprimés du XVIIe siècle, publiés dans la Laure des Grottes de Kiev et dans le monastère de Kouteïnski (à Orcha).
Le décembriste Nikolaï Sergueïevitch Bobrichtchev-Pouchkine a passé trois ans en captivité dans l'une des cellules du monastère, puis dans un hôpital local.

### Période soviétique
En 1920, le monastère fut transformé en artel et fut définitivement fermé en 1923. Dans les années 1930, il était utilisé comme camp du NKVD où avaient lieu des exécutions massives. Elle abrita ensuite une brasserie. Après la Seconde Guerre mondiale, l’église-porte de Zacharie et Elisabeth fut détruite.
Depuis une résolution du Conseil des ministres de la RSFSR no 624 du 4 décembre 1974, l'ensemble est classé comme objet patrimonial culturel de Russie d'importance fédérale.

### Restauration et réouverture
Depuis 1990, les fonctions de vicaire sont exercées par le hiéromoine Mefodi. La restauration du monastère s'est déroulée dans des conditions très difficiles ; les autorités locales n'ont pas voulu faciliter le transfert et la renaissance du monastère. Jusqu'en 2009, les offices avaient lieu dans la chapelle de la Transfiguration (attachée à la cathédrale de la Transfiguration),.
À ce jour, après l'achèvement de la restauration du temple principal, trois trônes restaurés ont été consacrés : au nom du Christ pantocrator, en l'honneur de la Décapitation de Jean-Baptiste et au nom du vice d'Élie. L'église-porte de Zacharie et Elisabeth, ainsi que la clôture en pierre du monastère, ont été entièrement restaurées. La construction du bâtiment fraternel se poursuit.

## Bâtiments

### Cathédrale de la Transfiguration

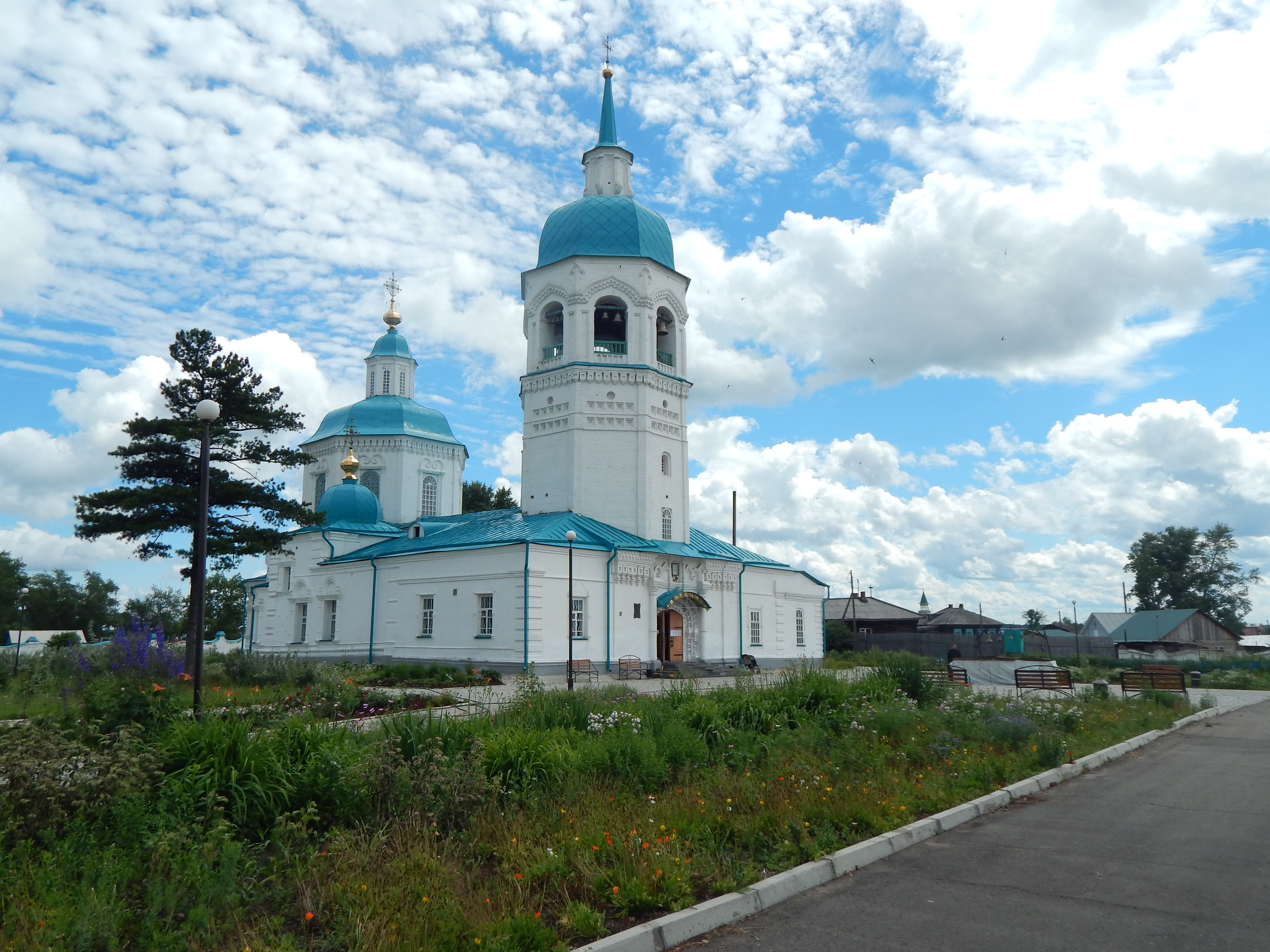
La cathédrale.

La cathédrale de la Transfiguration a été érigée à l'emplacement d'une église cathédrale en bois incendiée. La construction commença en 1731, et les travaux terminèrent en 1750. Ce ne fut cependant qu'en 1756 que la cathédrale fut consacrée. En 1808, une extension fut ouverte. Au tourant des XVIIIe – XIXe siècles, des extensions sur le flanc occidental sont apparues. Après la fermeture du monastère dans les années 1930, la cathédrale servit longtemps d'entrepôt.
D'un point de vue architectural, la cathédrale se situe au centre du monastère. Il est en bonne conservation, et se situe au sommet de la colline. Le bâtiment est le plus vieux de la ville, et une illustration du baroque sibérien.

### Église-porte de Zacharie et Elisabeth
L'église est aussi une porte, et fut construite d'abord entre 1785-1796, avec une sacralisation en 1822. Entre 1885 et 1859, aux dépens du marchand d'Arkhangelsk Lobanov, le bâtiment fut agrandie avec deux chapelles (Saint Alexis et la Très Sainte Théotokos - Joie de tous les affligés). Mai le bâtiment fut gravement endommagé en 1869, et il fallut attendre 1875 pour sa reconstruction. Le bâtiment, de style baroque sibérien, est la seule église-porte du kraï de Krasnoïarsk.

### Bâtiment abbatial
Le bâtiment abbatial, qui possède les cellules du monastère, fut construit pour le rez-de-chaussée entre 1794 et 1796. L'étage supérieur fut lui érigé entre 1826 et 1827. Après l'incendie de 1869, le bâtiment fut reconstruit en 1875. Le porche en bois et le balcon de la façade sud furent démontés. Sous la période soviétique, il fut utilisé comme auberge de 1941 à 1946. Par ailleurs, deux salles de l'étage appartenaient de 1888 à 1991 au musée de la ville, hébergeant des  expositions consacrées aux décembristes et à l'emprisonnement de Bobrichtchev-Pouchkine dans ce bâtiment. Il est un exemple de l'architecture russe de la fin du XVIIIe siècle,.

## Galerie

Bâtiments du monastère (sélection) :
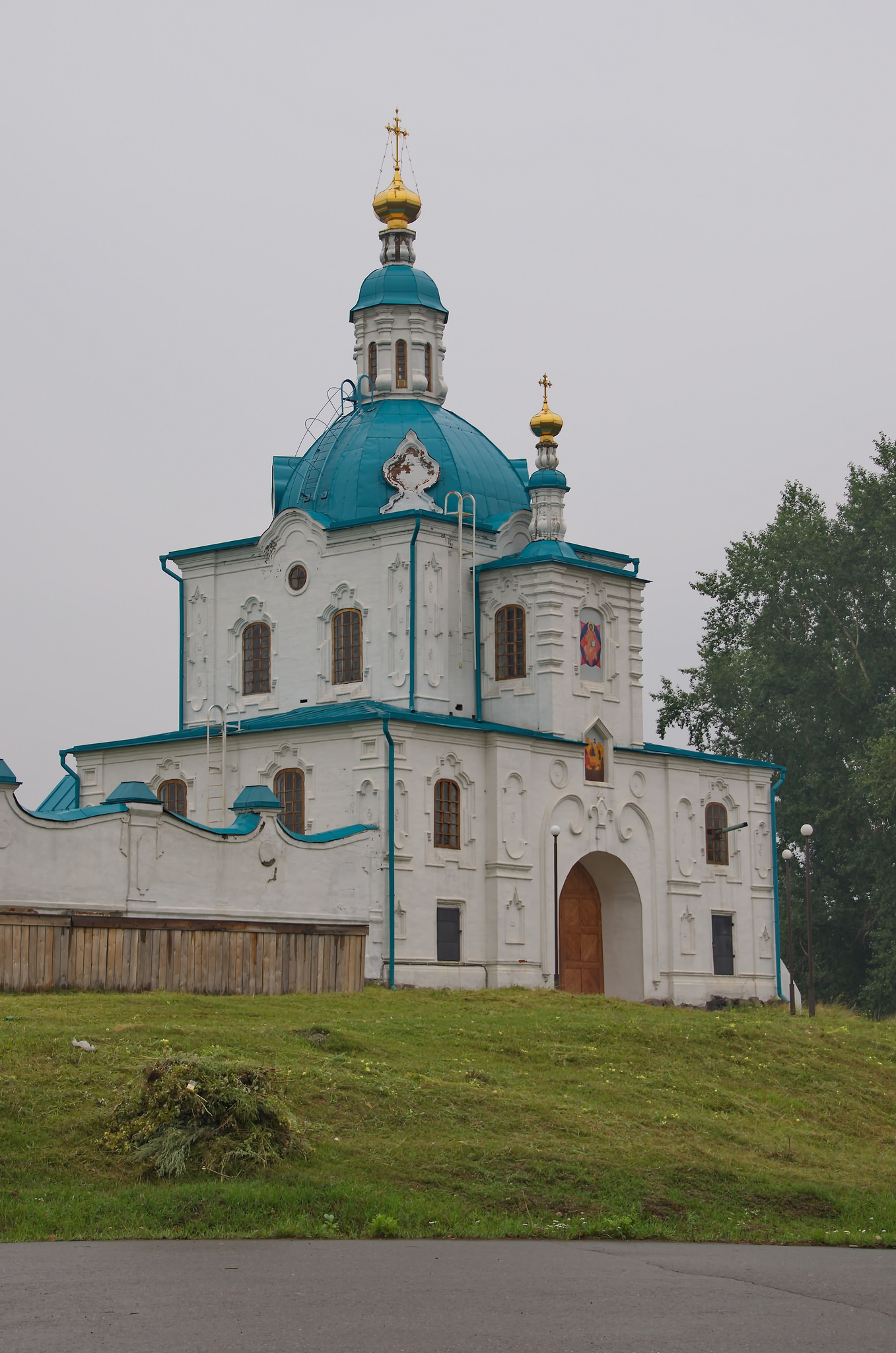
Église-porte de Zacharie et Elisabeth.
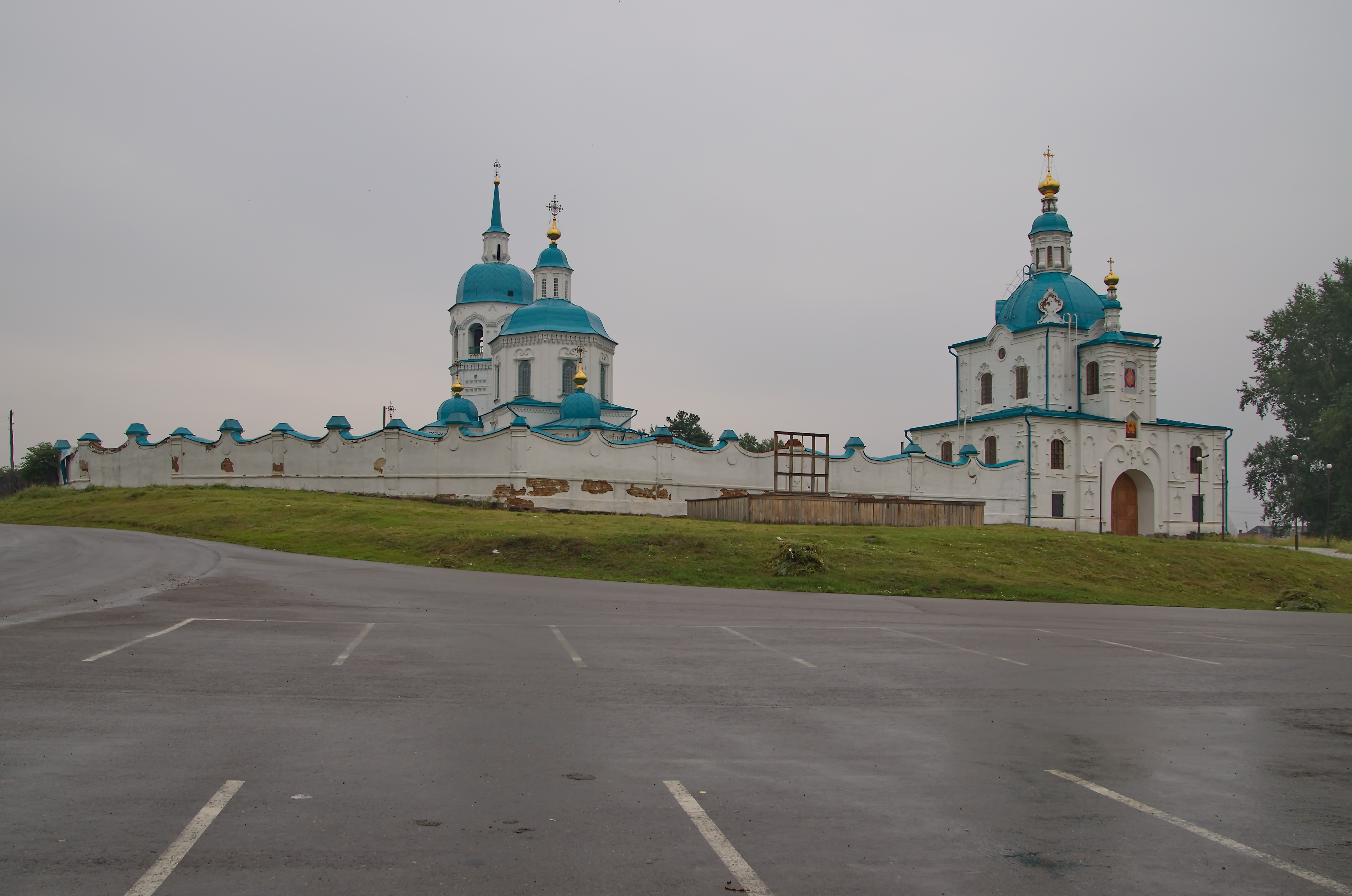
Vue d'ensemble.
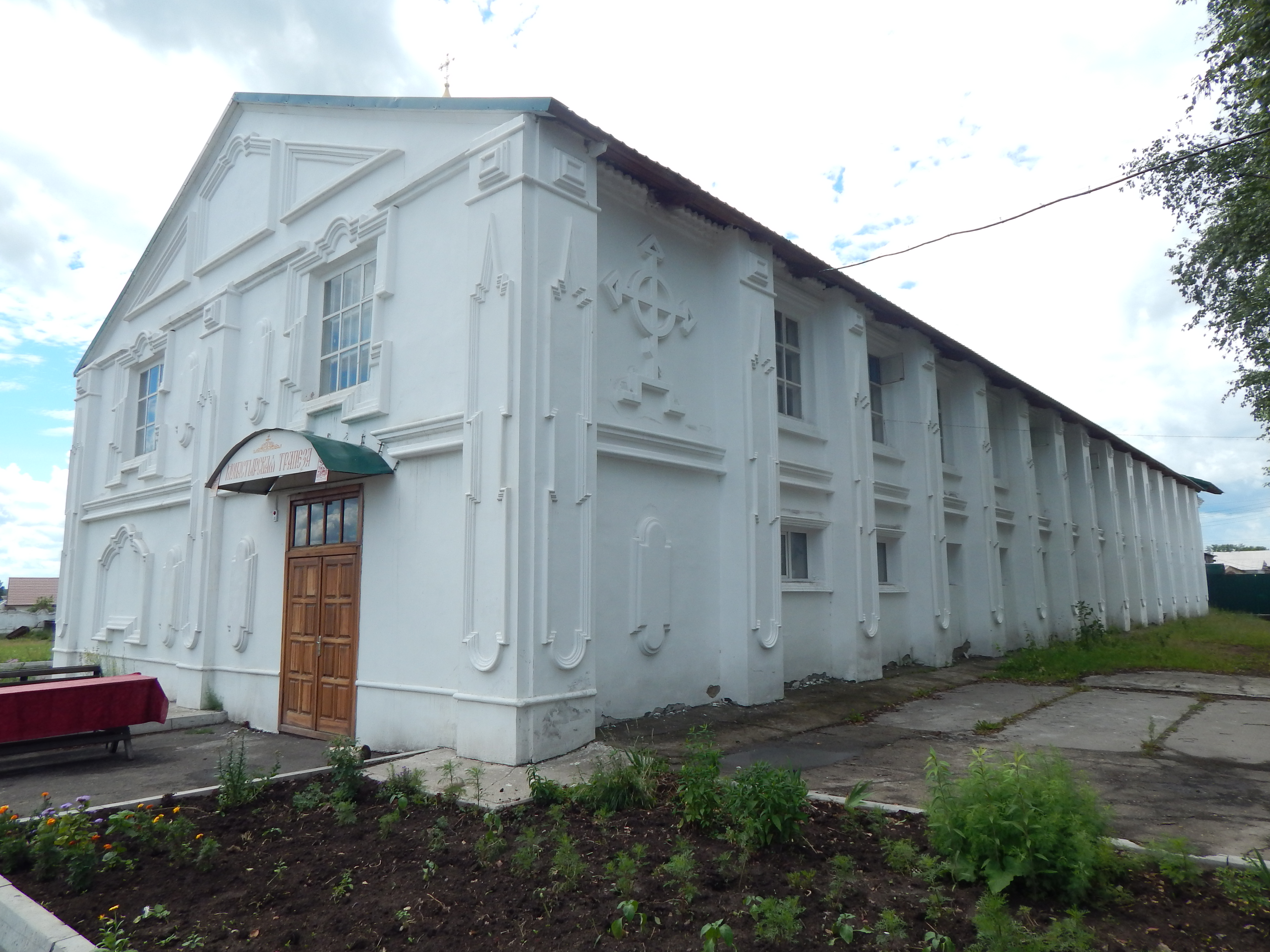
Bâtiment abbatial.